# Svarta hål och universums framtid
Svarta hål och universums framtid: essäer (engelsk originaltitel: Black Holes and Baby Universes and other Essays) är en populärvetenskaplig bok av fysikern Stephen Hawking, utgiven 1993. Denna bok är en samling essäer och föreläsningar skrivna av Hawking, främst om sammansättningen av svarta hål. Hawking diskuterar svarta hål termodynamik, speciella relativitetsteorin, den allmänna relativitetsteorin och kvantmekanik. Hawking beskriver också hans liv när han var ung, och hans senare erfarenhet av motorneuronsjukdom. Boken innehåller även en intervju med professor Hawking.